# Deronectes nilssoni
Deronectes nilssoni là một loài bọ cánh cứng trong họ Bọ nước. Loài này được Fery & Wewalka miêu tả khoa học năm 1992.